# Ratchet & Clank: QForce
Ratchet & Clank: QForce (conocido como Ratchet & Clank: Full Frontal Assault en América del Norte) es un videojuego de plataformas y acción-aventura desarrollado por Insomniac Games y distribuido por Sony Computer Entertainment para PlayStation 3. El videojuego fue lanzado mediante descarga digital en PlayStation Store y formato Blu-ray El 27 de noviembre de 2012 en Estados Unidos y el  30 de noviembre de 2012 en Europa.
En mayo de 2012, Insomniac Games anunció el desarrollo de un nuevo videojuego de la serie, en conmemoración por el décimo aniversario de su inicio con el lanzamiento del primer Ratchet & Clank.Ted Price, CEO de Insomniac, explicó en unas declaraciones recogidas en el blog oficial de PlayStation que la motivación para realizar una nueva entrega viene dada por las reiteradas peticiones de la comunidad por la realización de una secuela que vuelva a la jugabilidad tradicional de la serie, tras la acción cooperativa de Ratchet & Clank: Todos para uno.
El 18 de julio del mismo año, se publicaban en el blog oficial de PlayStation nuevos detalles sobre la aventura. Como Ted Price había predicado anteriormente, el sistema de juego vuelve a los orígenes de la serie, mezclando plataformas y fases de disparos con perspectiva en tercera persona, incluyendo nuevas armas y dispositivos. También se incluye un modo multijugador cooperativo de dos jugadores, a pantalla partida o en línea. El jugador podrá jugar la partida como Ratchet, Clank o el Capitán Qwark. Asimismo, las partidas tendrán un alto componente de rejugabilidad.